# Щербаков, Алексей Яковлевич
Алексей Яковлевич Щербаков (1901—1978) — советский авиаконструктор, под руководством которого был создан военно-транспортный самолёт Ще-2.

## Биография
Родился в слободе Уразово (Валуйский уезд Белгородской губернии) 23 марта 1901 года
В 1918 году окончил мужскую гимназию, затем работал электромонтером Совнархоза. В 1920 году призван в РККА.
С 1922 по 1929 год учился в Харьковском технологическом институте, по окончании которого получил специальность инженер-механик, конструктор по самолётостроению.
В 1926—1935 годах работал в КБ К. А. Калинина на заводе № 135 чертежником, затем конструктором.
Весной 1934 года Алексей Щербаков участвовал на Всесоюзной конференции по изучению стратосферы в Ленинграде, где познакомился с Сергеем Королёвым, Михаилом Тихонравовым и С. И. Вавиловым.
В 1939—1940 годах принимал участие в испытаниях ракетоплана С. П. Королева — РП-318 (СК-9).
В 1940-х годах возглавлял КБ завода № 482. Был директором и одновременно главным конструктором авиаремонтного завода, на котором не только производился ремонт самолётов, но и выпускались специальные крыльевые контейнеры к самолётам У-2 и Р-5 для перевозки небольших грузов и плоскостей истребителей.

Самолет Ще-2.

Основные размеры самолёта.

В годы Великой Отечественной войны Щербаков разработал опытные герметические кабины жесткого типа для истребителей Як-7Б и Ла-5, для бомбардировщика Пе-2, со своим конструкторским коллективом создал и завершил доводку до массового производства военно-транспортный самолёт Ще-2.
После войны работал в ОКБ С. П. Королёва и С. А. Лавочкина. В 1949 — и до октября 1950 года был исполняющим обязанности главного конструктора СКБ-385 (Златоуст). Инженер-капитан запаса.
Умер в Москве 7 марта 1978 года. Похоронен на Хованском кладбище (центральная территория, уч. 38ж).

## Разработки
Известен своими работами по созданию герметичных кабин для Г-14, И-15, И-16, И-153, а также проектами самолётов ИВС, СП, ТС-1, ВСИ, ГАСН.
Ему принадлежит идея и конструкторское решение высотной буксировки планеров, герметических кабин так называемого «мягкого» и «жесткого» типов.
Инициатор создания и руководитель конструкторского коллектива по разработке конструкции самолёта Ще-2.
Ему принадлежит один из первых проектов самолёта вертикального взлета.

## Награды
- Орден Красной Звезды (Указ Президиума Верховного Совета СССР «О награждении работников авиационной промышленности» № 222/578 от 16.09.1945)
- Медали «За оборону Москвы», «За оборону Сталинграда», «За доблестный труд в Великой Отечественной войне 1941—1945 гг.» и другие награды.